# (32964) 1996 PS3
1996 PS3 (asteroide 32964) é um asteroide da cintura principal. Possui uma excentricidade de 0.16696510 e uma inclinação de 3.20873º.
Este asteroide foi descoberto no dia 9 de agosto de 1996 por NEAT em Haleakala.